# Domont
Domont ist eine französische Gemeinde mit 16.075 Einwohnern (Stand: 1. Januar 2022) im Département Val-d’Oise und liegt an der nördlichen Peripherie von Paris. Domont gehört zum Arrondissement Sarcelles und ist der Hauptort (chef-lieu) des gleichnamigen Kantons Domont.

## Geografie
Domont liegt 21 Kilometer nördlich von Paris.
Die Nachbargemeinden von Domont sind Moisselles im Norden, Ézanville im Osten, Montmorency und Piscop im Süden, Montlignon und Andilly im Südwesten, Saint-Prix im Westen und Bouffémont im Nordwesten.

## Bevölkerungsentwicklung
| Jahr | Einwohner |
| ---- | --------- |
| 1962 | 5.848     |
| 1968 | 9.016     |
| 1975 | 10.897    |
| 1982 | 11.047    |
| 1990 | 13.226    |
| 1999 | 14.883    |
| 2006 | 14.785    |
| 2011 | 14.996    |

## Geschichte
Als Holzfäller- und Landarbeitersiedlung ist Domont seit dem Mittelalter bekannt. 1105/1108 wird die Siedlung vom Herrn über Domont, Rudolphe de Bel, erwähnt. Papst Kalixt II. erkannte 1149 die Schenkung an die Benediktinerabtei Saint-Martin-des-Champs in Paris an.
Mit der Errichtung neuer Wohngebiete stieg die Einwohnerzahl im späten 20. Jahrhundert erheblich an.

## Sehenswürdigkeiten

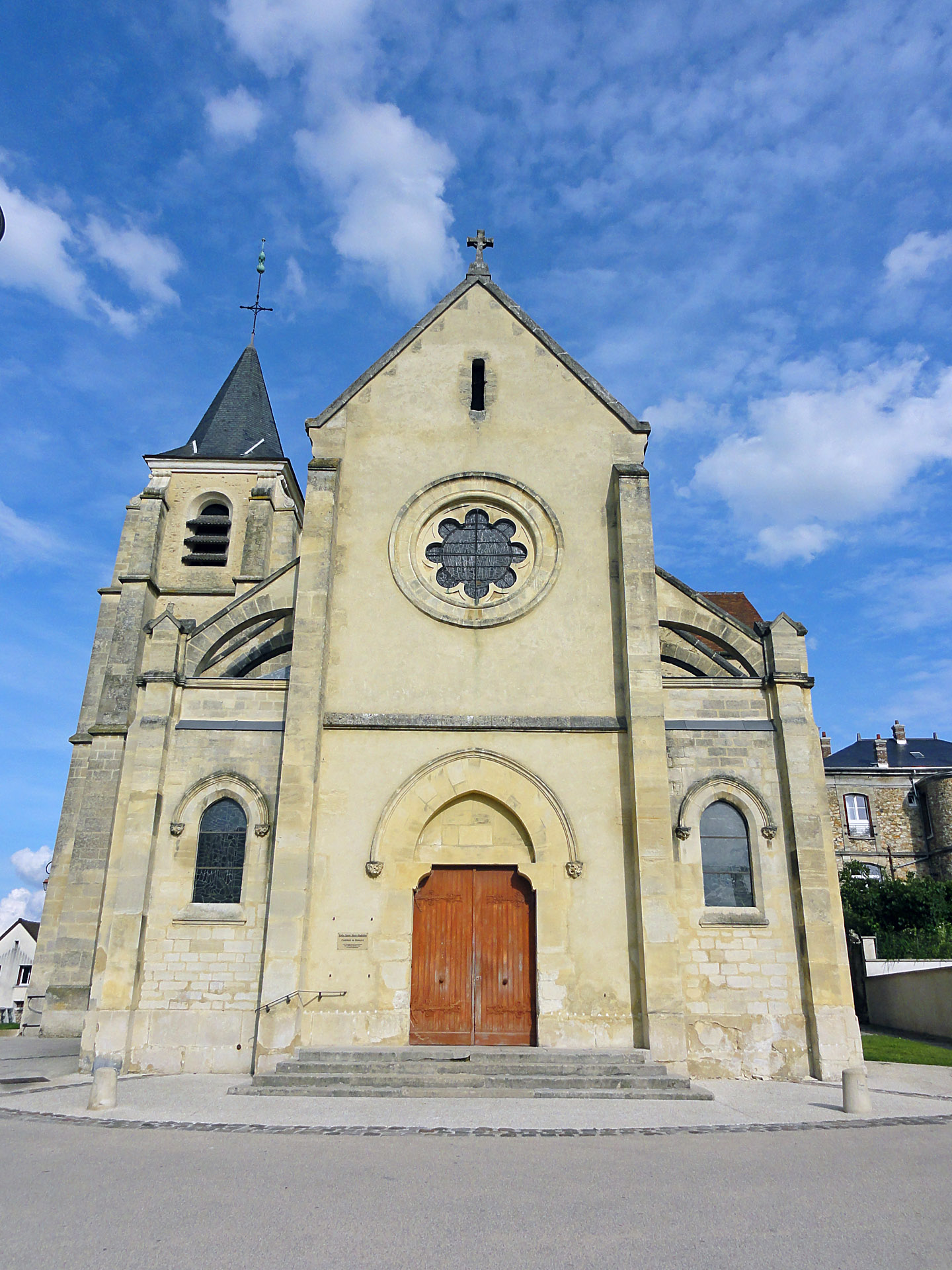
Kirche Sainte-Marie-Madeleine in Domont

Siehe auch: Liste der Monuments historiques in Domont
- Kirche Sainte-Marie-Madeleine
- Château du Prieuré, heutiges Rathaus
- Altes Rathaus
- Château d’Ombreval
- Château de la Chancellerie

## Gemeindepartnerschaften
Domont verbindet Partnerschaften mit folgenden Gemeinden:
- Germering, Bayern, Deutschland, seit 1984
- Shepshed, Leicestershire, Vereinigtes Königreich, seit 1989
- Wolsztyn, Woiwodschaft Großpolen, Polen, seit 2005
- Buja, Provinz Udine, Italien, seit 2009

## Persönlichkeiten
- Eugène Houdry (1892–1962), Erfinder des Abgaskatalysators
- Bernard Buffet (1928–1999), Maler
- Jean-Pierre Changeux (* 1936), Neurobiologe
- François Bousquet (* 1947), Theologe und Geistlicher
- Isabelle Nicoloso (* 1961), Bahnradsportlerin
- Vincent Pajot (* 1990), Fußballspieler